# Glenea thomsoni
Glenea thomsoni é uma espécie de escaravelho da família Cerambycidae. Foi descrita por Francis Polkinghorne Pascoe em 1867.  É conhecida a sua existência nas Moluccas.

## Variedades
- Glenea thomsoni var. apiceinvittata Breuning, 1956
- Glenea thomsoni var. lunulofasciata Pic, 1943
- Glenea thomsoni var. ochreocirculata Breuning, 1956